# Autophila praeligaminosa
Autophila praeligaminosa là một loài bướm đêm trong họ Erebidae.